# Східноєвропейська вівчарка

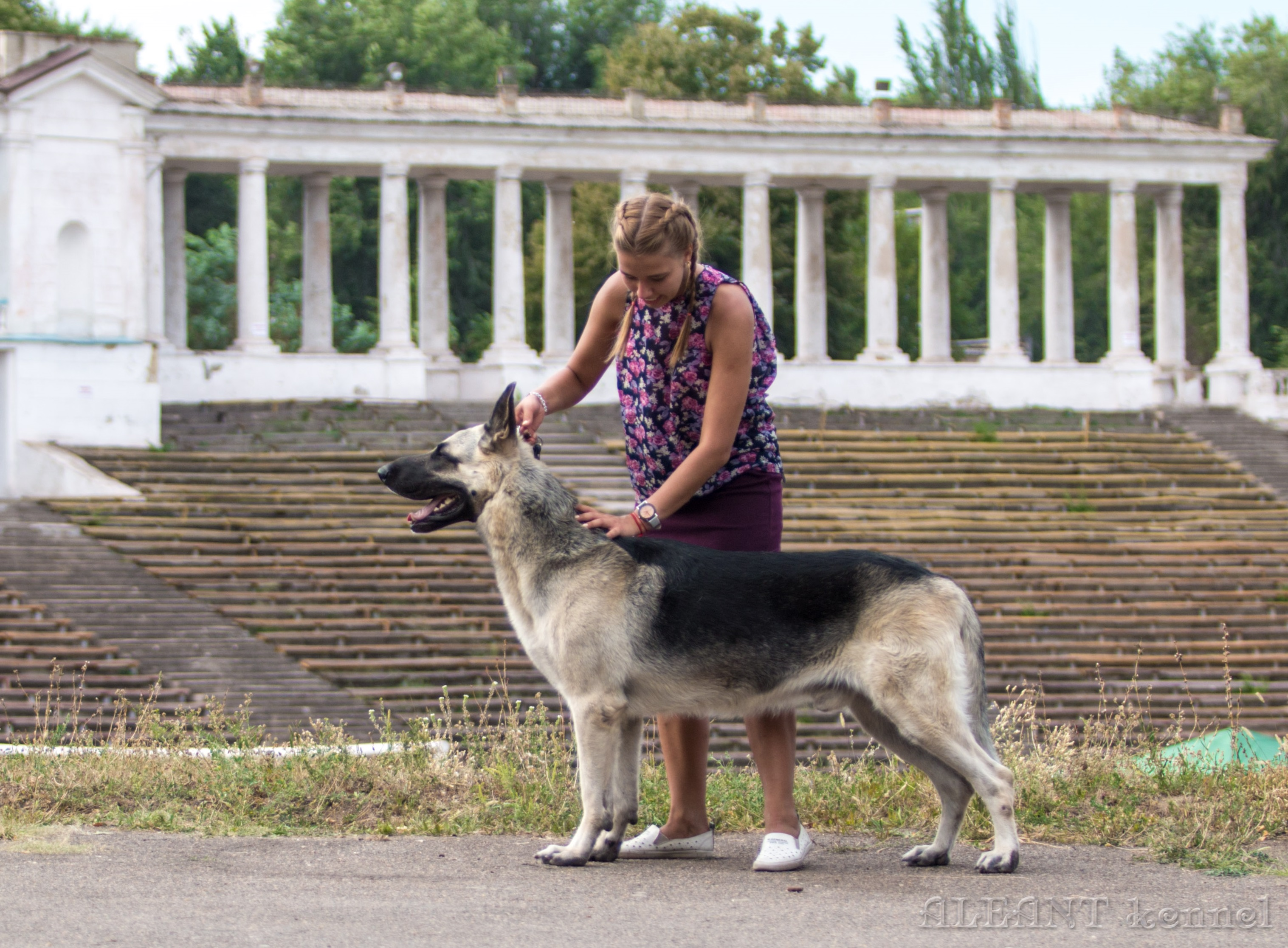
АЛЕАНТ Азарт, розплідник "Алеант"

Східноєвропейська вівчарка (англ. East-European Shepherd) — порода собак, створена в УРСР.

## Історія породи
Порода створювалася в 1930-х рр., як службовий собака, пристосований для служби в армії і народному господарстві в різних кліматичних умовах. Базовою породою для виведення східноєвропейської вівчарки послужили німецькі вівчарки, вивезені з Німеччини до Української РСР, до яких змішували кров деяких інших порід. Перший стандарт, який закріпив породний тип СЄВ був затверджений в 1964 р. Кінологічною Радою Міністерства Сільського Господарства СРСР.

## Характеристики[1]
Загальне враження про породу: СЄВ — помірно розтягнутий собака вище середнього і великого зросту, міцної тілобудови, з сильним, але не грубим кістяком і добре розвиненою, рельєфною мускулатурою. Статевий тип добре виражений. Пси більші й масивніші за сук.
Темперамент і поведінка собак цієї породи: СЄВ не належить до порід, від яких слід очікувати лояльності до сторонніх людей. СЄВ повинна бути врівноваженою, впевненою в собі, недовірливою до сторонніх, володіти яскраво вираженою активно-оборонною реакцією.
Важливі пропорції собак породи СЄВ: Висота в холці для псів 68—78 см, для сук 64—74 см. Довжина корпусу на 10-18 % перевищує висоту в холці. Довжина голови становить приблизно 40 % від висоти собаки в загривку. Індекс костистості — 18-19. Індекс високоногості 50-53.
Голова: Клиноподібної форми, пропорційна розміру корпусу (за довжиною становить близько 40% від висоти собаки в загривку), об'ємна, але не груба.
Черепна частина:
Череп: Черепна частина плоска, досить широка між вухами та помірно глибока. Лоб майже плоский, зі слабо позначеною поздовжньою бороздою або без неї. Надбрівні дуги помірно виражені. Профільні лінії черепної частини та спинки носа паралельні. Потиличний бугор слабо виражений.
Перехід від чола до морди: Середньої довжини, помірно виражений.
Лицьова частина:
Ніс: Мочка носа велика, чорна.
Морда: У формі злегка притупленого клину, по довжині приблизно дорівнює черепній частині, поступово звужується до носа. Спинка носа пряма.
Губи: Щільно прилеглі, чорні. Пігментація ясен темна.
Щелепи/Зуби: Верхня та нижня щелепи добре розвинені, міцні та сильні. Зуби великі, білі, щільно прилеглі один до одного, в повному комплекті (42 зуби згідно з зубною формулою). Прикус ножиці.
Вилиці: Не видаються, злегка округлі.
Очі: Середнього розміру, овальної форми, досить широко та помірно косо поставлені, з чорними, щільно прилеглими віками. Колір очей повинен бути якомога темнокоричневішим.
Вуха: Середньої величини або трохи більші, у формі рівнобедреного трикутника, стоячі, високо і досить широко поставлені, з трохи закругленими кінцями. У стані спокою кінці вух спрямовані трохи убік; при збудженні поставлені вертикально та паралельно один одному, а кінці вух спрямовані строго нагору.
Зуби: Прикус ножицеподібний. Зуби великі, в повному комплекті (42 зуби згідно із зубною формулою). Різці розташовані в одну лінію.
Шия: Мускулиста, помірно довга, поставлена під кутом близько 45°.
Корпус собак породи СЄВ: Довжина корпусу на 10-18 % більша за висоту в холці. Холка помірно довга, добре виражена. Спина міцна, широка, довга. Поперек коротка, широка, мускулиста, злегка випукла. Круп широкий, округлий, довгий з незначним нахилом до основи хвоста. Висота в холці незначно перевищує висоту в крижах. Груди помірно широкі, овальні, довга, нижня лінія грудей розташована на рівні ліктів або трохи нижче. Глибина грудей становить 47-50 % від висоти в холці. Живіт помірно підтягнутий. Хвіст шаблевидної форми, останнім хребцем доходить до скакального суглоба або трохи нижче, в спокійному стані опущений вниз, у подразненому стані остання третина хвоста плавно вигнута догори.
Кінцівки: Передні кінцівки прямі, при погляді спереду паралельні. Лопатки довгі, щільно прилягають до грудної клітки, нахилені під кутом 45°. Плечові кістки довгі, косо поставлені, плечі м'язисті. Кут плече-лопаточного зчленований близько 100°. Передпліччя прямі, прямовисно поставлені, лікті спрямовані строго назад. П'ясті помірно довгі, міцні, пружинисті, поставлені з незначним (15°-20°) нахилом до землі. Довжина передньої ноги до ліктя становить 50-53 % від висоти собаки в загривку. Задні кінцівки помірно відтягнутого поставу, при огляді ззаду паралельні. Стегна помірно довгі, широкі, з добре розвиненою мускулатурою поставлені похило. Гомілки помірної довжини, поставлені з помірним нахилом. Коліна округлі, малопомітні. Скакальні суглоби сухі, з добре вираженими кутами зчленувань. Плюсни широкі, міцні, поставлені прямовисно. Лапи овальної форми, склепінчасті, в грудці. Кігті й подушечки лап темні. Зайві пальці повинні бути вилучені.
Рух собак породи СЄВ: Вільні й добре збалансовані. При русі риссю загривок і круп повинні бути на одному рівні. Кінцівки рухаються прямолінійно з хорошим розкриттям суглобів. Типовий алюр — розмашиста рись з сильним поштовхом.
Шерсть: Подвійна: остьова шерсть густа, жорстка на дотик, пряма, середньої довжини, щільно прилегла; підшерсток добре розвинений, густий і м'який, зазвичай світліший остьового волосся. Шерсть на голові, включаючи внутрішню поверхню вух, на передній поверхні кінцівок, на лапах і пальцях – коротка, на шиї – трохи довша і густіша. На задній поверхні стегон шерсть довша і утворює помірні «штани».
Забарвлення:
Чорно-сірий, чорно-палевий з різним ступенем інтенсивності (чепрачне з різною глибиною чепрака), чорне забарвлення з окремими мітками світло-сірого або пальового кольору, які можуть розташовуватися над очима, на вилицях, на грудях, на передніх і задніх кінцівках, або тільки на пальцях, навколо анального отвору;
Суцільний чорний; при суцільному чорному забарвленні допустима, але небажана невелика біла мітка на грудях;
Зонарно-сірий, зонарно-рудий забарвлення (з темною маскою різної інтенсивності)
Забарвлення з яскравими рудими мітками допустимі, але небажані.
Сіменники: У кобелів повинні бути два нормально розвинених яєчка, які повністю знаходяться в мошонці.
Вади породи: Незначні відхилення від вимог стандарту слід вважати вадами залежно від ступеня вираженості.
Пороки породи: Значні відхилення від вимог стандарту, що знижують споживчі якості собаки. Легкість, грубість або рихлість тілобудови, слабкість мускулатури, довга шерсть, різкі відхилення від статевого типу, Неповнозубість, слабкість зв'язок, викривлення кінцівок, розбалансовані руху, слабкі вуха, світлі очі, невпевнену поведінку, чепрачне забарвлення з яскравим рудим або коричневим підпалиом, закручений у кільце або штопорообразний хвіст.
Дискваліфікаційні пороки: Крипторхізм односторонній і повний, всі відхилення від ножицеподібного прикусу, нестандартне забарвлення, нечорна мочка носа, куцехвостість, невідповідність типу породи, боягузтво, некерована агресивність.

## СЄВ в кіно
- Фільм «Джульбарс» (СРСР 1935)
- Фільм «До мене, Мухтар» (СРСР, 1963)
- Фільм «Прикордонний пес Алий» (СРСР, 1979)
- Телесеріал Повернення Мухтара (Росія, 2004 рік)